# Feuilleea feuilleei
Feuilleea feuilleei là một loài thực vật có hoa trong họ Cucurbitaceae. Loài này được (DC.) Kuntze mô tả khoa học đầu tiên năm 1898.